# Portrait de Celso Lagar
Le Portrait de Celso Lagar est une peinture à l'huile sur toile de 35 × 27 cm réalisée en 1915 par le peintre italien Amedeo Modigliani.  
Le tableau est un portrait du peintre espagnol Celso Lagar, artiste de la première génération de l’École de Paris, où il a vécu la plus grande partie de sa vie ; il y arrive en 1911 et se lie d'amitié avec Modigliani. 
L'œuvre, donnée de façon anonyme par son propriétaire à l'État d'Israël, est conservée, en prêt permanent fait par l'administrateur général de l'État d'Israël, au musée d'Israël, à Jérusalem.